# Primulina
Primulina, biljni rod iz porodice gesnerijevki sa 239 vrsta u Kini (uglavnom na jugu) i Vijetnamu

## Etimologija
Ime roda dolazi zbog sličnosti s rodom Primula, jaglac. 

## Opis
Primulina je nekoć bio manji rod s jednom vrstom, P. tabacum. Ovo je mala mekolisna biljka zanimljivih i atraktivnih cvjetova, s listovima za koje su mnogi mislili da mirišu na sušeni duhan.
Zatim su botaničari istražili rod Chirita, za koji se već dugo znalo da treba reviziju i otkrili su da su mnoge vrste Chirita izgleda blisko povezane s P. tabacum i da bi trebale biti u istom rodu. Budući da je ime “Primulina” imalo prednost objave, to je značilo da su sve te srodne vrste smještene u Primulina. Ostali su promijenjeni u Microchirita, Henckelia ili druga. Broj kromosoma: nepoznat 

## Rasprostranjenost
Iako je najveći od ex-Chirita rodova, Primulina nije najrasprostranjeniji, može se naći samo u vapnenačkim područjima zapadne i južne Kine i sjevernog Vijetnama. Provincija Guangxi posebno je bogata vrstama s oko polovice svih poznatih vrsta. Sve su vrste višegodišnje zeljaste biljke i mnoge imaju lišće s prilično kožastim uzorkom i/ili privlačno cvijeće što ih čini idealnim za uzgoj.

## Vrste
1. Primulina adenopoda G.L.Xu
2. Primulina alba R.F.Li & B.Pan
3. Primulina albicalyx B.Pan & Li H.Yang
4. Primulina alutacea F.Wen, B.Pan & B.M.Wang
5. Primulina anisocymosa F.Wen, Xin Hong & Z.J.Qiu
6. Primulina annamensis (Pellegr.) Mich.Möller & A.Weber
7. Primulina arcuata G.L.Xu & L.Ding
8. Primulina argentea Xin Hong, F.Wen & S.B.Zhou
9. Primulina atroglandulosa (W.T.Wang) Mich.Möller & A.Weber
10. Primulina atropurpurea (W.T.Wang) Mich.Möller & A.Weber
11. Primulina baishouensis (Y.G.Wei, H.Q.Wen & S.H.Zhong) Yin Z.Wang
12. Primulina balansae (Drake) Mich.Möller & A.Weber
13. Primulina beiliuensis B.Pan & S.X.Huang
14. Primulina bicolor (W.T.Wang) Mich.Möller & A.Weber
15. Primulina bipinnatifida (W.T.Wang) Yin Z.Wang & J.M.Li
16. Primulina bobaiensis Q.K.Li, Qiang Zhang & Wen L.Li
17. Primulina bogneriana (B.L.Burtt) Mich.Möller & A.Weber
18. Primulina brachystigma (W.T.Wang) Mich.Möller & A.Weber
19. Primulina brachytricha (W.T.Wang & D.Y.Chen) R.B.Mao & Yin Z.Wang
20. Primulina brassicoides (W.T.Wang) Mich.Möller & A.Weber
21. Primulina brunnea (W.T.Wang) Mich.Möller & A.Weber
22. Primulina bullata S.N.Lu & F.Wen
23. Primulina cangwuensis Xin Hong & F.Wen
24. Primulina carinata Y.G.Wei, F.Wen & H.Z.Lü
25. Primulina carnosifolia (C.Y.Wu ex H.W.Li) Yin Z.Wang
26. Primulina cataractarum X.L.Yu & A.Liu
27. Primulina cerina F.Wen, Yi Huang & W.C.Chou
28. Primulina chingipengii W.B.Xu & K.F.Chung
29. Primulina chizhouensis Xin Hong, S.B.Zhou & F.Wen
30. Primulina clausa P.W.Li & M.Kang
31. Primulina colaniae (Pellegr.) Mich.Möller & A.Weber
32. Primulina confertiflora (W.T.Wang) Mich.Möller & A.Weber
33. Primulina cordata Mich.Möller & A.Weber
34. Primulina cordifolia (D.Fang & W.T.Wang) Yin Z.Wang
35. Primulina cordistigma F.Wen, B.D.Lai & B.M.Wang
36. Primulina crassifolia (Aver. & K.S.Nguyen) T.P.Anh, F.Wen & Mich.Möller
37. Primulina crassirhizoma F.Wen, Bo Zhao & Xin Hong
38. Primulina crassituba (W.T.Wang) Mich.Möller & A.Weber
39. Primulina cruciformis (Chun) Mich.Möller & A.Weber
40. Primulina curvituba B.Pan, L.H.Yang & M.Kang
41. Primulina danxiaensis (W.B.Liao, S.S.Lin & R.J.Shen) W.B.Liao & K.F.Chung
42. Primulina davidioides F.Wen & Xin Hong
43. Primulina debaoensis N.Jiang & Hong Li
44. Primulina demissa (Hance) Mich.Möller & A.Weber
45. Primulina depressa (Hook.fil.) Mich.Möller & A.Weber
46. Primulina dichroantha F.Wen, Y.G.Wei & S.B.Zhou
47. Primulina diffusa Xin Hong, F.Wen & S.B.Zhou
48. Primulina dongguanica F.Wen, Y.G.Wei & R.Q.Luo
49. Primulina drakei (B.L.Burtt) Mich.Möller & A.Weber
50. Primulina dryas (Dunn) Mich.Möller & A.Weber
51. Primulina duanensis F.Wen & S.L.Huang
52. Primulina eburnea (Hance) Yin Z.Wang
53. Primulina effusa F.Wen & B.Pan
54. Primulina elegans B.M.Wang, Y.H.Tong & N.H.Xia
55. Primulina fangdingii B.M.Wang, B.Pan & B.D.Lai
56. Primulina fangii (W.T.Wang) Mich.Möller & A.Weber
57. Primulina fengkaiensis Z.L.Ning & M.Kang
58. Primulina fengshanensis F.Wen & Yue Wang
59. Primulina fimbrisepala (Hand.-Mazz.) Yin Z.Wang
60. Primulina flavimaculata (W.T.Wang) Mich.Möller & A.Weber
61. Primulina flexusa F.Wen, T.Peng & B.Pan
62. Primulina floribunda (W.T.Wang) Mich.Möller & A.Weber
63. Primulina fordii (Hemsl.) Yin Z.Wang
64. Primulina gemella (D.Wood) Yin Z.Wang
65. Primulina gigantea F.Wen, B.Pan & W.H.Luo
66. Primulina glabrescens (W.T.Wang & D.Y.Chen) Mich.Möller & A.Weber
67. Primulina glandaceistriata X.X.Zhu, F.Wen & H.Sun
68. Primulina glandulosa (D.Fang, L.Zeng & D.H.Qin) Yin Z.Wang
69. Primulina gongchengensis Y.S.Huang, W.-B.Xin, L.Wu & Yan Liu
70. Primulina gracilipes X.L.Yu & A.Liu
71. Primulina grandibracteata (J.M.Li & Mich.Möller) Mich.Möller & A.Weber
72. Primulina gueilinensis (W.T.Wang) Yin Z.Wang & Yan Liu
73. Primulina guigangensis L.Wu & Q.Zhang
74. Primulina guihaiensis (Y. G. Wei)
75. Primulina guizhongensis Bo Zhao, B.Pan & F.Wen
76. Primulina halongensis (Kiew & T.H.Nguyên) Mich.Möller & A.Weber
77. Primulina hedyotidea (Chun) Yin Z.Wang
78. Primulina hengshanensis L.H.Liu & K.M.Liu
79. Primulina heterochroa F.Wen & B.D.Lai
80. Primulina heterotricha (Merr.) Y.Dong & Yin Z.Wang
81. Primulina hezhouensis (W.H.Wu & W.B.Xu) W.B.Xu & K.F.Chung
82. Primulina hiemalis Xin Hong & F.Wen
83. Primulina hiepii (Kiew) Mich.Möller & A.Weber
84. Primulina hoangmongii K.S.Nguyen, Aver. & C.W.Lin
85. Primulina hochiensis (C.C.Huang & X.X.Chen) Mich.Möller & A.Weber
86. Primulina huaijiensis Z.L.Ning & Jing Wang
87. Primulina huangii F.Wen & Z.B.Xin
88. Primulina huangjiniana W.B.Liao, Q.Fan & C.Y.Huang
89. Primulina hunanensis K.M.Liu & X.Z.Cai
90. Primulina inflata Li H.Yang & M.Z.Xu
91. Primulina jianghuaensis K.M.Liu & X.Z.Cai
92. Primulina jiangyongensis X.L.Yu & Ming Li
93. Primulina jingxiensis (Yan Liu, W.B.Xu & H.S.Gao) W.B.Xu & K.F.Chung
94. Primulina jiulianshanensis F.Wen & G.L.Xu
95. Primulina jiuwanshanica (W.T.Wang) Yin Z.Wang
96. Primulina jiuyishanica Kun Liu, D.C.Meng & Z.B.Xin
97. Primulina juliae (Hance) Mich.Möller & A.Weber
98. Primulina langshanica (W.T.Wang) Yin Z.Wang
99. Primulina latinervis (W.T.Wang) Mich.Möller & A.Weber
100. Primulina lechangensis Xin Hong, F.Wen & S.B.Zhou
101. Primulina leeii (F.Wen, Yue Wang & Q.X.Zhang) Mich.Möller & A.Weber
102. Primulina leiophylla (W.T.Wang) Yin Z.Wang
103. Primulina leiyyi F.Wen, Z.B.Xin & W.C.Chou
104. Primulina lepingensis Z.L.Ning & Ming Kang
105. Primulina leprosa (Yan Liu & W.B.Xu) W.B.Xu & K.F.Chung
106. Primulina lianchengensis B.J.Ye & S.P.Chen
107. Primulina liangwaniae B.M.Wang & Y.H.Tong
108. Primulina lianpingensis Li Hua Yang, H.H.Kong & M.Kang
109. Primulina liboensis (W.T.Wang & D.Y.Chen) Mich.Möller & A.Weber
110. Primulina lienxienensis (W.T.Wang) Mich.Möller & A.Weber
111. Primulina liguliformis (W.T.Wang) Mich.Möller & A.Weber
112. Primulina lijiangensis (B.Pan & W.B.Xu) W.B.Xu & K.F.Chung
113. Primulina linearicalyx F.Wen, B.D.Lai & Y.G.Wei
114. Primulina linearifolia (W.T.Wang) Yin Z.Wang
115. Primulina lingchuanensis (Yan Liu & Y.G.Wei) Mich.Möller & A.Weber
116. Primulina linglingensis (W.T.Wang) Mich.Möller & A.Weber
117. Primulina liujiangensis (D.Fang & D.H.Qin) Yan Liu
118. Primulina lobulata (W.T.Wang) Mich.Möller & A.Weber
119. Primulina longgangensis (W.T.Wang) Yan Liu & Yin Z.Wang
120. Primulina longicalyx (J.M.Li & Yin Z.Wang) Mich.Möller & A.Weber
121. Primulina longii (Z.Yu Li) Z.Yu Li
122. Primulina longzhouensis (B.Pan & W.H.Wu) W.B.Xu & K.F.Chung
123. Primulina lunglinensis (W.T.Wang) Mich.Möller & A.Weber
124. Primulina lungzhouensis (W.T.Wang) Mich.Möller & A.Weber
125. Primulina luochengensis (Yan Liu & W.B.Xu) Mich.Möller & A.Weber
126. Primulina lutea (Yan Liu & Y.G.Wei) Mich.Möller & A.Weber
127. Primulina lutescens B.Pan & H.S.Ma
128. Primulina lutvittata F.Wen & Y.G.Wei
129. Primulina luzhaiensis (Yan Liu, Y.S.Huang & W.B.Xu) Mich.Möller & A.Weber
130. Primulina mabaensis K.F.Chung & W.B.Xu
131. Primulina maciejewskii F.Wen, R.L.Zhang & A.Q.Dong
132. Primulina macrodonta (D.Fang & D.H.Qin) Mich.Möller & A.Weber
133. Primulina macrorhiza (D.Fang & D.H.Qin) Mich.Möller & A.Weber
134. Primulina maculata W.B.Xu & J.Guo
135. Primulina maguanensis (Z.Yu Li, H.Jiang & H.Xu) Mich.Möller & A.Weber
136. Primulina malingheensis X.X.Bai, F.Wen & Y.L.Zhou
137. Primulina malipoensis L.H.Yang & M.Kang
138. Primulina medica (D.Fang ex W.T.Wang) Yin Z.Wang
139. Primulina melanofilamenta Y.Liu & F.Wen
140. Primulina minor F.Wen & Y.G.Wei
141. Primulina minutimaculata (D.Fang & W.T.Wang) Yin Z.Wang
142. Primulina modesta (Kiew & T.H.Nguyên) Mich.Möller & A.Weber
143. Primulina moi F.Wen & Y.G.Wei
144. Primulina mollifolia (D.Fang & W.T.Wang) J.M.Li & Yin Z.Wang
145. Primulina multifida B.Pan & K.F.Chung
146. Primulina nana C.Xiong, W.C.Chou & F.Wen
147. Primulina nandanensis (S. X. Huang)
148. Primulina napoensis (Z.Yu Li) Mich.Möller & A.Weber
149. Primulina ningmingensis (Yan Liu & W.H.Wu) W.B.Xu & K.F.Chung
150. Primulina niveolanosa F.Wen, S.Li & W.C.Chou
151. Primulina nymphaeoides Y.G.Wei & W.C.Chou
152. Primulina obtusidentata (W.T.Wang) Mich.Möller & A.Weber
153. Primulina ophiopogoides (D.Fang & W.T.Wang) Yin Z.Wang
154. Primulina orthandra (W.T.Wang) Mich.Möller & A.Weber
155. Primulina papillosa Z.B.Xin, W.C.Chou & F.Wen
156. Primulina parvifolia (W.T.Wang) Yin Z.Wang & J.M.Li
157. Primulina pengii W.B.Xu & K.F.Chung
158. Primulina persica F.Wen, Yi Huang & W.C.Chou
159. Primulina petrocosmeoides B.Pan & F.Wen
160. Primulina pingleensis Ying Qin & Yan Liu
161. Primulina pingnanensis Xin Hong, Z.L.Li & W.C.Chou
162. Primulina pinnata (W.T.Wang) Yin Z.Wang
163. Primulina pinnatifida (Hand.-Mazz.) Yin Z.Wang
164. Primulina poilanei (Pellegr.) Mich.Möller & A.Weber
165. Primulina polycephala (Chun) Mich.Möller & A.Weber
166. Primulina porphyrea X.L.Yu & Ming Li
167. Primulina pseudoeburnea (D.Fang & W.T.Wang) Mich.Möller & A.Weber
168. Primulina pseudoglandulosa W.B.Xu & K.F.Chung
169. Primulina pseudoheterotricha (T.J.Zhou, B.Pan & W.B.Xu) Mich.Möller & A.Weber
170. Primulina pseudolinearifolia W.B.Xu & K.F.Chung
171. Primulina pseudomollifolia W.B.Xu & Yan Liu
172. Primulina pseudoroseoalba Jian Li, F.Wen & L.J.Yan
173. Primulina pseudotabacum F.Wen & B.Pan
174. Primulina pteropoda (W.T.Wang) Yan Liu
175. Primulina pungentisepala (W.T.Wang) Mich.Möller & A.Weber
176. Primulina purpurea F.Wen, Bo Zhao & Y.G.Wei
177. Primulina purpureokylin F.Wen, Yi Huang & W.C.Chou
178. Primulina qingyuanensis Z.L.Ning & Ming Kang
179. Primulina qintangensis Z.B.Xin, W.C.Chou & F.Wen
180. Primulina quanbaensis Aver., K.S.Nguyen, T.P.Anh & F.Wen
181. Primulina renifolia (D.Fang & D.H.Qin) J.M.Li & Yin Z.Wang
182. Primulina repanda (W.T.Wang) Yin Z.Wang
183. Primulina ronganensis (D.Fang & Y.G.Wei) Mich.Möller & A.Weber
184. Primulina rongshuiensis (Yan Liu & Y.S.Huang) W.B.Xu & K.F.Chung
185. Primulina roseoalba (W.T.Wang) Mich.Möller & A.Weber
186. Primulina rosulata (F.Wen & Y.G.Wei) Z.L.Ning & X.Y.Zhuang
187. Primulina rotundifolia (Hemsl.) Mich.Möller & A.Weber
188. Primulina rubella L.H.Yang & M.Kang
189. Primulina rubribracteata Z.L.Ning & M.Kang
190. Primulina rufipes Y.L.Su, P.Yang & Yan Liu
191. Primulina sclerophylla (W.T.Wang) Yan Liu
192. Primulina scutellifolia Luu, N.L.Vu & T.Q.T.Nguyen
193. Primulina secundiflora (Chun) Mich.Möller & A.Weber
194. Primulina semicontorta (Pellegr.) Mich.Möller & A.Weber
195. Primulina serrulata R.B.Zhang & F.Wen
196. Primulina shaowuensis X.X.Su, Liang Ma & S.P.Chen
197. Primulina shouchengensis (Z.Yu Li) Z.Yu Li
198. Primulina sichuanensis (W.T.Wang) Mich.Möller & A.Weber
199. Primulina silaniae X.X.Bai & F.Wen
200. Primulina sinovietnamica W.H.Wu & Qiang Zhang
201. Primulina skogiana (Z.Yu Li) Mich.Möller & A.Weber
202. Primulina spadiciformis (W.T.Wang) Mich.Möller & A.Weber
203. Primulina speluncae (Hand.-Mazz.) Mich.Möller & A.Weber
204. Primulina spinulosa (D.Fang & W.T.Wang) Yin Z.Wang
205. Primulina spiradiclioides Z.B.Xin & F.Wen
206. Primulina subrhomboidea (W.T.Wang) Yin Z.Wang
207. Primulina subulata (W.T.Wang) Mich.Möller & A.Weber
208. Primulina subulatisepala (W.T.Wang) Mich.Möller & A.Weber
209. Primulina suichuanensis X.L.Yu & J.J.Zhou
210. Primulina swinglei (Merr.) Mich.Möller & A.Weber
211. Primulina tabacum Hance
212. Primulina tenuifolia (W.T.Wang) Yin Z.Wang
213. Primulina tenuituba (W.T.Wang) Yin Z.Wang
214. Primulina tiandengensis (F.Wen & H.Tang) F.Wen & K.F.Chung
215. Primulina titan Z.B.Xin, W.C.Chou & F.Wen
216. Primulina tribracteata (W.T.Wang) Mich.Möller & A.Weber
217. Primulina tsoongii H.L.Liang, Bo Zhao & F.Wen
218. Primulina varicolor (D.Fang & D.H.Qin) Yin Z.Wang
219. Primulina verecunda (Chun) Mich.Möller & A.Weber
220. Primulina versicolor F.Wen, B.Pan & B.M.Wang
221. Primulina vestita (D.Wood) Mich.Möller & A.Weber
222. Primulina villosissima (W.T.Wang) Mich.Möller & A.Weber
223. Primulina wangiana (Z.Yu Li) Mich.Möller & A.Weber
224. Primulina weii Mich.Möller & A.Weber
225. Primulina wenii Jian Li & L.J.Yan
226. Primulina wentsaii (D.Fang & L.Zeng) Yin Z.Wang
227. Primulina wuae F.Wen & L.F.Fu
228. Primulina xinningensis (W.T.Wang) Mich.Möller & A.Weber
229. Primulina xiuningensis (X.L.Liu & X.H.Guo) Mich.Möller & A.Weber
230. Primulina xiziae F.Wen, Yue Wang & G.J.Hua
231. Primulina xuansonensis W.H.Chen & Y.M.Shui
232. Primulina yandongensis Ying Qin & Yan Liu
233. Primulina yangchunensis Y.L.Zheng & Y.F.Deng
234. Primulina yangshanensis W.B.Xu & B.Pan
235. Primulina yangshuoensis Y.G.Wei & F.Wen
236. Primulina yingdeensis Z.L.Ning, M.Kang & X.Y.Zhuang
237. Primulina yulinensis Ying Qin & Yan Liu
238. Primulina yungfuensis (W.T.Wang) Mich.Möller & A.Weber
239. Primulina zixingensis L.H.Yang & B.Pan

## Sinonimi
- Chiritopsis W.T.Wang; Bull. Bot. Res. North-East. Forest. Inst. 1(3): 21 (1981)
- Deltocheilos W.T.Wang; Bull. Bot. Res., Harbin 1(3): 39 (1981)
- Wentsaiboea D.Fang & D.H.Qin; Acta Phytotax. Sin. 42 (2004)